# Coregonus gutturosus
Coregonus gutturosus és una espècie extinta de peix de la família dels salmònids i de l'ordre dels salmoniformes que es trobava a Europa: llac de Constança.